# Rhipidosiphon
Genre
Rhipidosiphon est un genre d’algues vertes de la famille des Udoteaceae.

## Liste d'espèces
Selon AlgaeBase (6 février 2019) et NCBI (6 février 2019) :
- Rhipidosiphon floridensis D.S.Littler & Littler, 1990
- Rhipidosiphon javensis Montagne (espèce type)
- Rhipidosiphon lewmanomontiae Coppejans, Leliaert, Verbruggen, Prathep & De Clerck